# Landraad (Duitsland)
Een Landraad (Duits: Landrat) is de hoogste gezagvoerder van een Duitse Landkreis. Deze persoon wordt door directe verkiezingen gekozen door de inwoners en is de hoogste ambtenaar op lokaal niveau. Hij of zij vertegenwoordigt de bestuurlijke regio intern en extern. In vele Duitse deelstaten refereert de benaming ook aan het bestuursorgaan dat door deze persoon geleid wordt. In andere deelstaten wordt dit bestuursorgaan de Kreisverwaltung genoemd.